# NAFO (интернет-сообщество)
North Atlantic Fella Organization (NAFO; с англ. — «Североатлантическая организация Fella») — интернет-сообщество, изначально созданное для борьбы с российской пропагандой, троллинга российских дипломатов и пропагандистов.
Публикует мемы, высмеивающие российские военные усилия и стратегию методом шитпостинга. Кроме того, собирает средства для украинских военных. Аватар группы — изображение собаки сиба-ину по имени Fella.

## История
Основателем NAFO является гражданин Польши Камиль Дышевский, который за 2 года до основания NAFO размещал в интернете антисемитские карикатуры, высмеивающие страдания евреев и изображающие Гитлера.
Мем был создан в мае 2022 года, когда Twitter-художник c никнеймом @Kama_Kamilia начал добавлять аватар в виде изображения собаки сиба-ину, известный как Fella, к фоторепортажам боевых действий на Украине. 24 мая того же года была создана интернет-группа NAFO с аватаром Fella в качестве символа.
Через некоторое время Kama начал вручать изображения Fella в качестве награды тем, кто делал взносы Грузинскому легиону. Fella — гендерно-нейтральный аватар. Среди участников группы широко представлены действующие и отставные военнослужащие украинских вооружённых сил и НАТО, а также выходцы из Восточной Европы и восточноевропейской диаспоры. По оценкам немецкой газеты Berliner Kurier, по состоянию на сентябрь 2022 года, группа насчитывает десятки тысяч участников. Изображения Fella видны на различных фотографиях и видео с украинскими солдатами и вставляются в кадры военной хроники таким образом, чтобы высмеивать российских военных .
В июне 2022 года группа стала широко известна после обмена сообщениями в Твиттере между российским дипломатом М. И. Ульяновым и несколькими аккаунтами NAFO. После того как Ульянов заявил, что российское вторжение в 2022 году было оправдано тем, что Украина, по его заявлению, обстреливала мирных жителей Донбасса с 2014 года, между Ульяновым и участником NAFO с ником @LivFaustDieJung последовал обмен мнениями.
Этот ответ был подхвачен другими членами NAFO и фраза You pronounced this nonsense стала использоваться членами NAFO в качестве ответа на российскую пропаганду в интернете.
Согласно журналу The Economist, ещё один популярный слоган NAFO — What air defence doing — появился как реакция на неспособность российской ПВО предотвратить нападение на авиабазу Саки в Крыму 9 августа. Источником мема стал твит на ломаном английском.
Когда в июне 2023 на одном из пляжей Египта акула убила 23-летнего гражданина РФ из Архангельской области, релоканта, переехавшего в Египет из-за войны, NAFO создали серию мемов про это, а саму акулу назвали «сотрудником месяца». После этого организацию стали обвинять в том, что она отклонилась от своей первоначальной направленности по противодействию российской пропаганде и теперь занимается дегуманизацией россиян в интернете.

## Поддержка
28 августа 2022 года официальный аккаунт Министерства обороны Украины в Твиттере дал высокую оценку изображению запускаемых ракет и Fella, одетого в военную форму.
Высокопоставленные военные и гражданские чины Украины и стран НАТО сменили свои аватарки в Твиттере на Fella. Среди них бывший президент Эстонии Тоомас Хендрик Ильвес.
8 и 9 июля 2023 в преддверии саммита НАТО в Вильнюсе, участники NAFO провели встречу. На её открытии вступительную речь произнёс глава МИД Литвы Ландсбергис, а видеоприветствие участникам встречи направила премьер-министр Эстонии Кая Каллас.

## Оценки и критика
По мнению The Economist, является успешной формой информационной войны.
С критикой NAFO выступили соратники Алексея Навального — глава ФБК Мария Певчих и Леонид Волков. Певчих заявила, что не видит ничего смешного в том, что человека съедают заживо. Волков заявил, что организация помогает Путину тем, что убеждает россиян в тезисе российской пропаганды «Запад поддерживает Украину, потому что они просто хотят убить всех русских».